# Taha Karimi
Taha Karimi (ur. 1976 w Baneh, zm. 29 maja 2013 w As-Sulajmanijja) – irańsko-kurdyjski reżyser, autor filmów dokumentalnych.
Absolwent Uniwersytetu Sztuki w Teheranie. Specjalizował się w dokumentach poruszających tematykę losu Kurdów, a jego ostatni film I Am a White Mercenary opowiada historię Sa’ida Dżafa, który zasłynął uratowaniem setek Kurdów podczas operacji Al-Anfal prowadzonej przez Saddama Husajna w celu eksterminacji Kurdów. 
Reżyser zginął w wypadku samochodowym w As-Sulajmanijji w Iraku, gdzie mieszkał przez ostatnie dwa lata życia. Został pochowany w rodzinnym mieście Bane na północno-zachodnim terytorium Iranu.